# Trichomaeus congoensis
Trichomaeus congoensis is een keversoort uit de familie van de boktorren (Cerambycidae). De wetenschappelijke naam van de soort werd voor het eerst geldig gepubliceerd in 1927 door Per Olof Christopher Aurivillius.